# Alan Whitehead
Alan Patrick Vincent Whitehead, född 15 september 1950 i Isleworth i Middlesex, är en brittisk politiker (Labour). Han är ledamot av underhuset för Southampton Test sedan 1997.